# Akrale Leckdermatitis

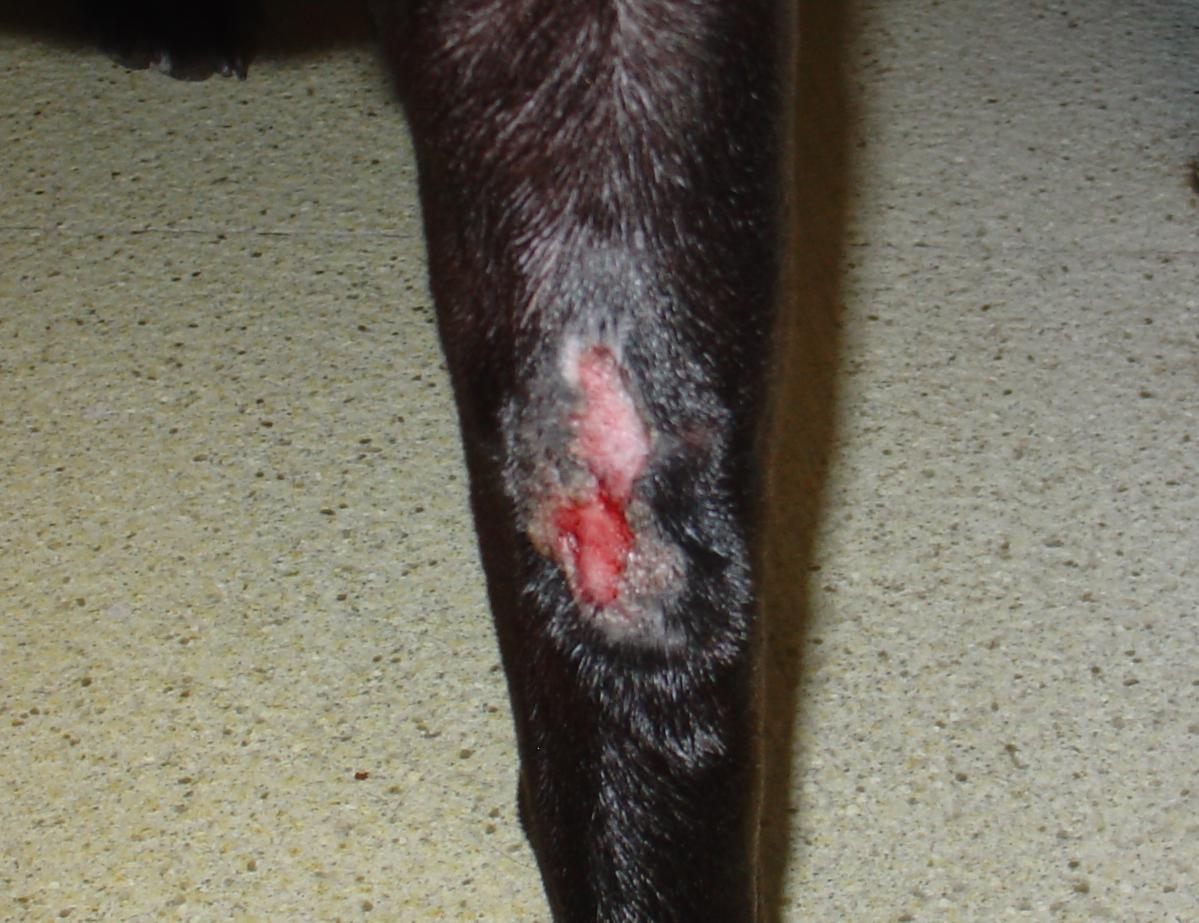
ALD bei einer Deutschen Dogge

Akrale Leckdermatitis (ALD), auch Leck-Granuloma oder Hunde-Neurodermatitis genannt, ist ein stereotypes Verhalten bei Hunden, das in Selbstverstümmelung enden kann.
Bei der akralen Leckdermatitis zeigt sich die Stereotypie durch Lecken, Kauen oder Kratzen, am häufigsten an den Gliedmaßen. Das permanente Lecken führt zu haarlosen Stellen und zu Wunden, die einige Zentimeter groß sein können oder über die gesamte Gliedmaße reichen. Das fortgesetzte Lecken verhindert die Wundheilung und kann zu Schmerzen und in schlimmen Fällen zu Verkrüppelungen führen.
Bei den großen Rassen sind Dobermann, Schäferhund, Dänische Dogge, Golden Retriever und Labrador besonders häufig betroffen.
Es ist allgemein anerkannt, dass die akrale Leckdermatitis eine Verhaltensstörung mit vielen möglichen Ursachen ist. Das Lecken und Kauen fungiert hier als Spannungslöser bei Hunden, die gelangweilt, sozial isoliert, für längere Zeit eingeschränkt oder andauernd körperlich bestraft werden. Das Lecken kann auch ausgelöst werden durch übertriebene Aufmerksamkeit oder Nervosität des Besitzers, die unbewusst nervöses Verhalten bei seinem Tier fördern. Auch der Zuzug von neuen Tieren oder Menschen im Haushalt kann ALD auslösen.
Zur Behandlung werden Trazodon und zur Bekämpfung bakterieller Begleitinfektionen Antibiotika verabreicht. Eine begleitende Low-Level-Lasertherapie zeigte in einer Studie keinen Einfluss auf das Leckverhalten, führte aber zu einer Verbesserung des Haarwachstums.